# Baptista Pereira
Joaquim Baptista Pereira (Alhandra, 7 de março de 1921 – 22 de junho de 1984) foi um nadador internacional português de fundo. Representava o Alhandra Sporting Club. Por a sua terra ser localizada à beira do Rio Tejo, Baptista Pereira, desde muito novo, fez do rio o seu lugar de brincadeira preferida.
O Quim, como era conhecido, filho de pessoas humildes, era aquele garoto traquina que desde muito cedo começou a acompanhar na faina o seu pai, pescador, onde além de aprender a profissão, aprendeu a nadar, passando a ser a sua distração eleita. Para desespero dos pais, a pouco e pouco, sozinho, começou a aventurar-se no rio a nadar cada vez maiores distâncias. Quando os seus pais se zangavam com ele era frequente nadar até aos mouchões do Tejo e, nessa altura permanecia até as coisas acalmarem. Rapidamente se começou a conhecer as proezas do jovem e todos os seus conterrâneos começaram-lhe a augurar um futuro brilhante na Natação e não descansaram enquanto não obtiveram autorização dos pais para o inscreverem no clube local.
Aos 13 anos já era o garoto mais popular da sua terra. Os seus êxitos em piscina e nas clássicas travessias rapidamente se foram avolumando, tornando num dos melhores nadadores nacionais da época. Um dia travou conhecimento com um nadador argentino que se deslocara a Lisboa e a sua vida mudou passando a dedicar-se a tempo inteiro às provas de fundo. Após várias provas de fundo com assinaláveis sucessos recebe o convite mais desejado: participar na prova da Travessia do Canal da Mancha. Para tal, o seu treino aponta para conseguir esse desiderato. Para tal, Baptista Pereira, começa a percorrer longas distâncias a nado como de Lisboa a Vila Franca de Xira, do Barreiro a Alhandra e de Peniche às Berlengas. A 21 de agosto de 1954, finalmente, foi dada a partida para a clássica prova e para espanto de todos, saiu vencedor. Foi um dos maiores feitos desportivos portugueses até essa data. A população de Alhandra recebeu-o em festa e em gratidão para o seu conterrâneo construíram-lhe e ofereceram-lhe uma casa onde ele habitou com a sua família.

## Palmarés desportivos
- Em 1936, com 15 anos efetua a primeira Travessia do Tejo ficando em 3.º Lugar;
- Nesse mesmo ano, em piscina, bate o seu primeiro recorde dos 400 metros livres, principiantes, com o tempo de 5 minutos e 59 segundos;
- Em 1937, baixa o seu recorde dos 400 metros livres para o tempo de 5 minutos e 5 segundos;
- Em 1938, consegue vencer a Travessia do Tejo, a clássica prova de fundo da natação portuguesa;
- Foi o recordista nacional dos 1500 metros livres juniores;
- Foi vencedor da Travessia de Sesimbra e da Meia-Milha da Foz;
- Em 1950, nadou 35 km de Alhandra até Lisboa, em 5 horas e quatro minutos;
- Bateu o recorde da Europa de Longa Distância e Permanência na água com 26 horas e 12 minutos, tendo percorrido 166 600 metros;
- Em 1953, bateu o recorde mundial da Travessia do Estreito de Gibraltar;
- Em 1954, fez a Travessia do Canal da Mancha, o primeiro português a conquistar esse feito.

## Homenagem da Vila de Alhandra a Baptista Pereira

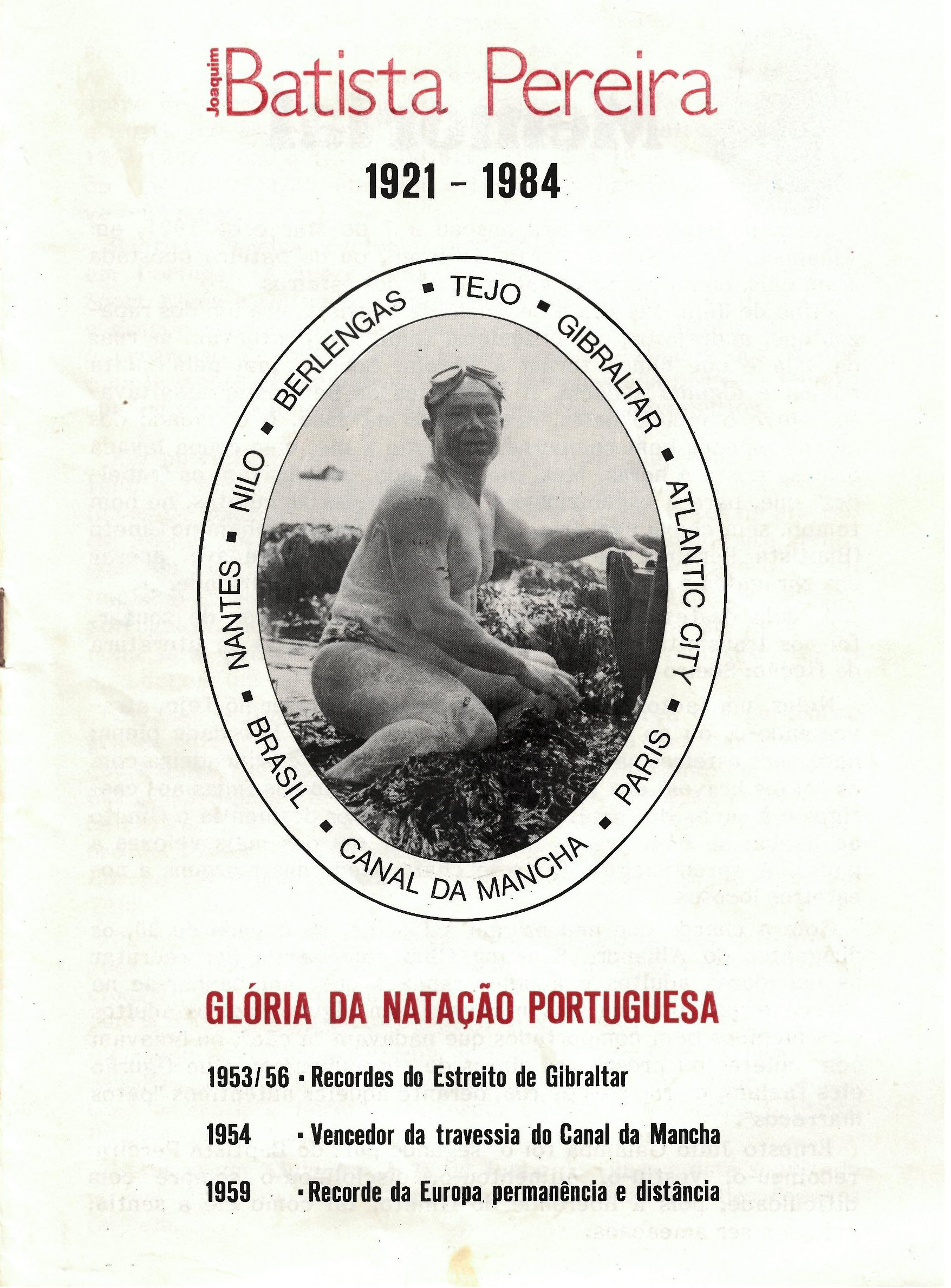
Capa do prospecto comemorativo

Para comemorar o 1.º aniversário da morte de Baptista Pereira, a Vila de Alhandra organizou um conjunto de atividades que tiveram lugar nos dias 20, 21 e 22 de setembro de 1985. Para tal, foi realizado um prospeto que teve uma tiragem de 1500 exemplares a promover o acontecimento e a dar a conhecer a vida e os feitos Nacionais e Internacionais do filho prodígio da terra, Joaquim Baptista Pereira, imortalizado na obra Esteiros de Soeiro Pereira Gomes, na personagem de "Gineto".

### Memorial
Joaquim Batista Pereira nasceu a 7 de março de 1921, em Alhandra.' Teria sido no Tejo, ao largo, ou na bateira acostada a um cais, ou ainda, no remanso de um dos esteiros.
Filho de Júlio Pereira e de Adelaide Batista, era um dos rapazes que pontuavam as ruas da Vila e que nunca foram à Escola. A vida destes rapazes foi transmitida magistralmente por um artista da literatura de ficção: Soeiro Pereira Gomes.
Neles, um fator comum mais os reunia: o nadar no Tejo, atravessando-o, ou ao longo das suas margens, em liberdade plena; nadar nos esteiros na hora da sesta, em desafio e brincadeira com Os "patos-bravos" dos telhais, usar o grande rio nas fugas aos castigos e à sanha dos adultos. O futuro nadador desmentia o Gineto ao banhar-se com prazer no Tejo e ser um dos mais velozes a nadar. A aprendizagem fazia-se chafurdando nas margens e nos esteiros lodosos.
Com a charca que deu origem à Piscina, na década de 30, os dirigentes do Alhandra Sporting Club começaram por recrutar os nadadores adultos e aqueles rapazes que iam banhar-se na charca e que, por sua vez, miravam com algum gozo os adultos e os meninos bem-comportados que nadavam "à cão", ou boiavam com coletes, ou presos aos cintos de aprendizagem. Que figurão eles faziam, os rapazes da rua, perante aqueles autênticos "patos marrecos”.Mas criava-se o Baptista Pereira, e uma nova imagem surgiu nas competições de Piscina e de rio, ao lado do seu mais próximo rival, companheiro e amigo também de Alhandra e do A.S.C.: Jofre de Carvalho. Jofre foi o primeiro nadador do seu Clube a distinguir-se em piscina — 1.º nos 400 metros livres em 17/8/1936, com o tempo de 6min., 19s. e 4/10 — 4.º na travessia do Tejo em 28/9/36, em 38 m., onde Baptista Pereira obteve o 9.º lugar.

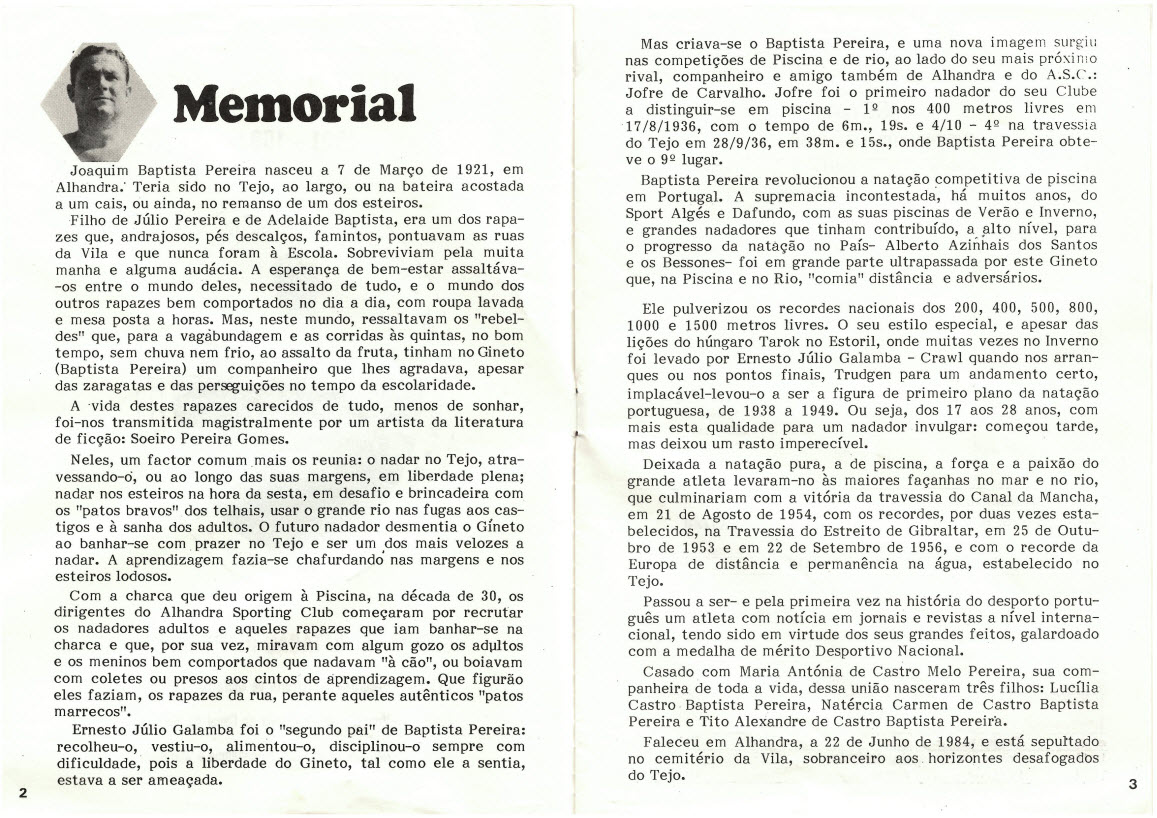
Baptista Pereira Memorial

Baptista Pereira revolucionou a natação competitiva de piscina em Portugal. A supremacia incontestada, há muitos anos, do Sport Algés e Dafundo, com as suas piscinas de verão e inverno, e grandes nadadores que tinham contribuído, a alto nível, para o progresso da natação no País — Alberto Azinhais dos Santos e os Bessones — foi em grande parte ultrapassada por este Gineto que, na Piscina e no Rio, "comia" distância e adversários.
Ele pulverizou os recordes nacionais dos 200, 400, 500, 800, 1000 e 1500 metros livres. O seu estilo especial, e apesar das lições do húngaro Tarok no Estoril, onde muitas vezes no inverno foi levado por Ernesto Júlio Galamba — Crawl quando nos arranques ou nos pontos finais, Trudgen para um andamento certo, implacável, levou-o a ser a figura de primeiro plano da natação portuguesa, de 1938 a 1949. Ou seja, dos 17 aos 28 anos, com mais esta qualidade para um nadador invulgar: começou tarde, mas deixou um rasto imperecível.
Deixada a natação pura, a de piscina, a força e a paixão do grande atleta levaram-no às maiores façanhas no mar e no rio, que culminariam com a vitória da travessia do Canal da Mancha, em 21 de agosto de 1954, com os recordes, por duas vezes estabelecidos, na Travessia do Estreito de Gibraltar, em 25 de outubro de 1953 e em 22 de setembro de1956, e com o recorde da Europa de distância (206 km) e permanência na água (28h43min), estabelecido no Tejo a 8 de setembro de 1959.
Passou a ser, e pela primeira vez na história do desporto português, um atleta com notícia em jornais e revistas a nível internacional, tendo sido em virtude dos seus grandes feitos, galardoado com a medalha de mérito Desportivo Nacional.
Casado com Maria A. de C. M. Pereira, a sua companheira de toda a vida, dessa união nasceram três filhos: Lucília, Natércia e Tito.
Faleceu em Alhandra, a 22 de junho de 1984, e está sepultado no cemitério da Vila, sobranceiro aos horizontes desafogados do Tejo.

### Homenagem póstuma
Batista Pereira, o "Gineto" que Soeiro Pereira Gomes imortalizou nas páginas do seu romance "Esteiros", dedicado "aos filhos dos Homens que nunca foram meninos", foi alvo de merecida e justificada homenagem póstuma, em Alhandra, nos dias 20, 21 e 22 de setembro de 1985.

## Provas Nacionais
Piscina vitórias em campeonatos nacionais
| Distância | Ano  | Estilo | Tempo           |
| --------- | ---- | ------ | --------------- |
| 200 m.    | 1939 | Livres | 2m 36s          |
| 400 m.    | 1938 | Livres | 5m 45s e 4/10s* |
| 400 m.    | 1939 | Livres | 5m 31s          |
| 400 m.    | 1940 | Livres | 5m 36s e 2/10s  |
| 400 m.    | 1941 | Livres | 5m 28s e 2/10s  |
| 400 m.    | 1942 | Livres | 5m 31s e 8/10s  |
| 400 m.    | 1943 | Livres | 5m 34s e 3/10s  |
| 400 m.    | 1944 | Livres | 5m 34s e 5/10s  |
| 400 m.    | 1945 | Livres | 5m 22s e 6/10s  |
| 400 m.    | 1949 | Livres | 5m 40s e 2/10s  |
| 1.500 m.  | 1938 | Livres | 22m 32s e 2/10s |
| 1.500 m.  | 1939 | Livres | 22m 40s         |
| 1.500 m.  | 1940 | Livres | 22m 40s e 4/10s |
| 1.500 m.  | 1941 | Livres | 21m 58s e 4/10s |
| 1.500 m.  | 1942 | Livres | 22m 46s         |
| 1.500 m.  | 1943 | Livres | 22m 31s         |
| 1.500 m.  | 1944 | Livres | 23m 49s e 5/10s |
| 1.500 m.  | 1945 | Livres | 22m 07s e 2/10s |
| 1.500 m.  | 1949 | Livres | 23m 04s e 8/10s |

*Recorde Nacional

Piscina recordes de portugal (fora dos campeonatos)
| Categoria | Distância | Data       | Estilo | Tempo           |
| --------- | --------- | ---------- | ------ | --------------- |
| Júniores  | 1.500 m.  | 10-07-1938 | Livres | 23m 11s e 6/10s |
| Séniores  | 400 m.    | 17-09-1945 | Livres | 5m 21s          |
| Séniores  | 500 m.    | 05-08-1943 | Livres | 7m 02s e 4/10s  |
| Séniores  | 800 m.    | 06-09-1942 | Livres | 11m 21s e 2/10s |
| Séniores  | 1.000 m   | 28-08-1948 | Livres | 14m 34s         |
| Séniores  | 1.500 m.  | 09-09-1945 | Livres | 21m 25s         |

Mar
| Ano  | Trajecto                      | Classificação | Tempo      |
| ---- | ----------------------------- | ------------- | ---------- |
| 1948 | Travessia da Baía de Sesimbra | 1.º           | 25m 27s    |
| 1954 | Peniche-Berlengas-Peniche     | -             | 4h 38m 11s |

Rio Tejo
| Ano  | Trajecto                                                                      | Classificação | Tempo           | Distância  |
| ---- | ----------------------------------------------------------------------------- | ------------- | --------------- | ---------- |
| 1942 | Travessia do Tejo                                                             | 1.º           | 56m e 24s       | -          |
| 1943 | Travessia Tejo–Trafaria–Pedrouços                                             | 1.º           | 31m e 22s       | -          |
| 1948 | Junqueira–Meia Milha                                                          | 1.º           | 8h 55m e 05s    | -          |
| 1948 | Travessia Tejo–Mouchão de Alhandra–Alhandra                                   | 1.º           | 27m e 53s       | -          |
| 1949 | Cruz Quebrada–Belém                                                           | 1.º           | 50m e 32s       | -          |
| 1953 | 30.ª Travessia Tejo–Mouchão da Póvoa–PS Iria                                  | 5.º           | 25m e 20s       | -          |
| 1954 | Lisboa (P.Comércio)–Vila F. Xira                                              | -             | 7h 02m e 00s    | 4,549 Km   |
| 1955 | Alhandra–Salvaterra de Magos                                                  | -             | 5h 00m e 06s    | 5,098 Km   |
| 1955 | Salv.Magos–Alhandra                                                           | -             | 4h 34m e 00s    | 5,693 Km   |
| 1955 | Alhandra–Lisboa–Cacilhas–Alfeite–Seixal                                       | -             | 12h 54m e 00s   | 5.077 Km   |
| 1955 | Alhandra–Lisboa–Cacilhas–Barreiro–Montijo                                     | -             | 9h 10m e 00s    | 5,411 Km   |
| 1955 | Alhandra–Azambuja (Obras)                                                     | -             | 4h 10m e 00s    | 4,390 Km   |
| 1955 | Azambuja (Obras)–Alhandra                                                     | -             | 3h 15m e 00s    | 5,714 Km   |
| 1956 | Alhandra–Lisboa (Sta. Apolónia)–Alhandra                                      | -             | 10h 15m e 00s   | 5,073Hm    |
| 1956 | Volta do Mouchão de Alhandra                                                  | -             | 3h 22m e 00s    | 3,564 Km   |
| 1956 | Alhandra–Salv. Magos–Alhandra                                                 | -             | 11h 06m e 00s   | 4,684 Km   |
| 1956 | Alhandra–Marinha–Póvoa Sta Iria                                               | -             | 7h 37m e 00s    | 4,748 Km   |
| 1956 | Alhandra–Doca de Acântara (ao fundo)                                          | -             | 5h 35m e 00s    | 5,552 Km   |
| 1956 | Alhandra–Azambuja                                                             | -             | 5h 10m e 00s    | -          |
| 1956 | Azambuja–Alhandra                                                             | -             | 3h 55m e 00s    | -          |
| 1957 | Póvoa Sta Iria–Doca de Belém                                                  | -             | 5h 24m e 00s    | 5,387 Km   |
| 1959 | Alhandra–Rocha Conde d'Obidos                                                 | -             | 5h 19m e 00s    | 6,401 Km   |
| 1959 | Alhandra–Lisboa (Beato)                                                       | -             | 4h 05m e 00s    | 5,632 Km   |
| 1959 | Alhandra–Casa Branca                                                          | -             | 5h 00m e 00s    | 4,600 Km   |
| 1959 | Praça do Comércio–Cascais                                                     | -             | 6h 20m e 00s    | 4,500 Km   |
| 1959 | Alhandra–Conchoso–Vila F. Xira                                                | -             | 7h 38m e 00s    | 4,716 Km   |
| 1959 | Praça do Comércio–Cascais                                                     | -             | 6h 08m e 00s    | 4,664 Km   |
| 1959 | Alhandra–Azambuja                                                             | -             | 3h 54m e 00s    | -          |
| 1959 | Azambuja–Alhandra                                                             | -             | 3h 09m e 00s    | -          |
| 1959 | Vala da Azambuja–Santa Iria–Casa Branca–Mouchão da Póvoa–Casa Branca–Alhandra | -             | 28h 43m e 00s * | 206,000 Km |

* Recorde da Europa

## Provas Internacionais
Rio
| Data       | Trajecto                       | Distância | Clas.    | Tempo         | Observações                  |
| ---------- | ------------------------------ | --------- | -------- | ------------- | ---------------------------- |
| 23/12/53   | Nilo (Egipto)                  | 42 Km     | Desistiu | -             | 1.º Raphael Morand (França)  |
| 26/07/54   | Atlantic City (EUA)            | 41 Km     | 9.º      | -             | 1.º Abdel Heif (Egipto)      |
| 8/06/56    | Auvers-sur-Oise (França)       | 18,5 Km   | 3.º      | 4h 33m        |                              |
| 1/07/56    | Paris (França)                 | 30 Km     | 4.º      | 6h 42m        | 1.º Abdel Heif (Egipto)      |
| 14-15/7/56 | Angers–Ancenis–Nantes (França) | 100 Km    | 3.º      | 14h 29m e 30s | 1.º Helge Jensen (Dinamarca) |

Mar
| Data     | Trajecto                        | Clas. | Tempo         | Observações                 |
| -------- | ------------------------------- | ----- | ------------- | --------------------------- |
| 25/10/53 | Travessia do Estreito Gibraltar | -     | 5h 4m         | Novo Recorde                |
| 21/08/54 | Travessia do Canal da Mancha    | 1.º   | 12h 00m e 25s |                             |
| 22/09/56 | Travessia do Estreito Gibraltar | -     | 4h 34m e 6s   | Novo Recorde                |
| 27/08/59 | Travessia do Canal da Mancha    | 3.º   | 13h 12m e 13s | 1.º A. Camarero (Argentina) |